# 1970 na política

## Eventos
- 5 de Março - Entra em vigor o Tratado de Não-Proliferação de Armas Nucleares, subscrito por uma centena de países.
- 11 de Março- O cônsul do Japão é sequestrado em São Paulo pelo grupo guerrilheiro Vanguarda Popular Revolucionária (VPR)  sendo trocado por 5 presos políticos.O cônsul é libertado quatro dias depois.
- 29 de Maio - Reunião dos governadores e deputados dos distritos insulares de Portugal, a fim de ser estudada a revisão do estatuto dos distritos autónomos dos Açores e da Madeira.
- 11 de Junho- O embaixador da Alemanha Ocidental Ehrenfried Von Holleben é sequestrado no Rio de Janeiro pelos grupos guerrilheiros Vanguarda Popular Revolucionária (VPR) e Ação Libertadora Nacional (ALN). O embaixador foi trocado por 40 presos políticos enviados para a Argélia.O Embaixador foi libertado 23 horas depois dos presos chegarem a Argélia.
- 4 de Setembro - Salvador Allende, da Unidade Popular, conquista a maioria dos votos na eleição presidencial chilena.
- 18 de Setembro - Nascimento do MRPP (Movimento Reorganizativo do Partido do Proletariado), em Lisboa, Portugal.
- 10 de Outubro - Declarada a independência de Fiji.
- 24 de Outubro - Salvador Allende é confirmado como presidente da República pelo Congresso do Chile, tornando-se assim o primeiro chefe de estado marxista eleito democraticamente do mundo.
- 26 de Novembro - Comunidade Económica Europeia: O Conselho Europeu decide proceder a uma reforma do Fundo Social Europeu (FSE) no sentido de dotar a Comunidade com um instrumento adequado para assegurar a correlação entre a política social e as outras políticas comunitárias.
- 7 de Dezembro- O Embaixador da Suíça  Giovanni Bucher é sequestrado no Rio de Janeiro pelo grupo guerrilheiro Vanguarda Popular Revolucionária (VPR). O embaixador foi trocado por 70 presos políticos enviados ao Chile.

## Nascimentos
| Data           | Nome         | Profissão         | Nacionalidade | Observações | Ref |
| -------------- | ------------ | ----------------- | ------------- | ----------- | --- |
| 18 de Setembro | Frank Aguiar | cantor e deputado | Brasil        |             |     |

## Mortes
| Data            | Nome                        | Profissão | Nacionalidade             | Observações | Ref |
| --------------- | --------------------------- | --- | ------------------------- | ----------- | --- |
| 20 de fevereiro | Café Filho                  | presidente do Brasil de 1954 a 1955                                                                                         | Brasil                    | n. 1899     |     |
| 1 de junho      | Pedro Eugenio Aramburu      | presidente da Argentina de 1955 a 1958                                                                                      | Argentina                 | n. 1903     |     |
| 21 de junho     | Sukarno                     | presidente da Indonésia de 1945 a 1967                                                                                      | Países Baixos (Indonésia) | n. 1901     |     |
| 13 de julho     | Leslie Groves               | principal líder militar do Projecto Manhattan                                                                               | Estados Unidos            | n. 1896     |     |
| 27 de julho     | António de Oliveira Salazar | ministro das finanças de Portugal em 1926 e de 1928 a 1932 e Presidente do Conselho de Ministros de Portugal de 1932 a 1968 | Portugal                  | n. 1889     |     |
| 28 de setembro  | Gamal Abdel Nasser          | presidente do Egipto de 1954 a 1970                                                                                         | Reino Unido (Egipto)      | n. 1918     |     |
| 19 de outubro   | Lázaro Cárdenas del Río     | presidente do México de 1934 a 1940                                                                                         | México                    | n. 1895     |     |
| 22 de outubro   | Aníbal Freire da Fonseca    | jurista e jornalista, Imortal da ABL                                                                                        | Brasil                    | n. 1884     |     |
| 3 de novembro   | Pedro II da Iugoslávia      | Rei da Jugoslávia de 1934 a 1945 (exilado em 1941)                                                                          | Reino da Jugoslávia       | n. 1923     |     |
| 9 de novembro   | Charles de Gaulle           | primeiro-ministro da França de 1958 a 1959 e presidente da França de 1959 a 1969                                            | França                    | n. 1890     |     |
| 19 de novembro  | José Maria Whitaker         | advogado e político | Brasil                    | n. 1878     |     |
| 8 de dezembro   | Eduardo Collen Leite        | guerrilheiro político | Brasil                    | n. 1945     |     |